# Les Surprises de l'amour

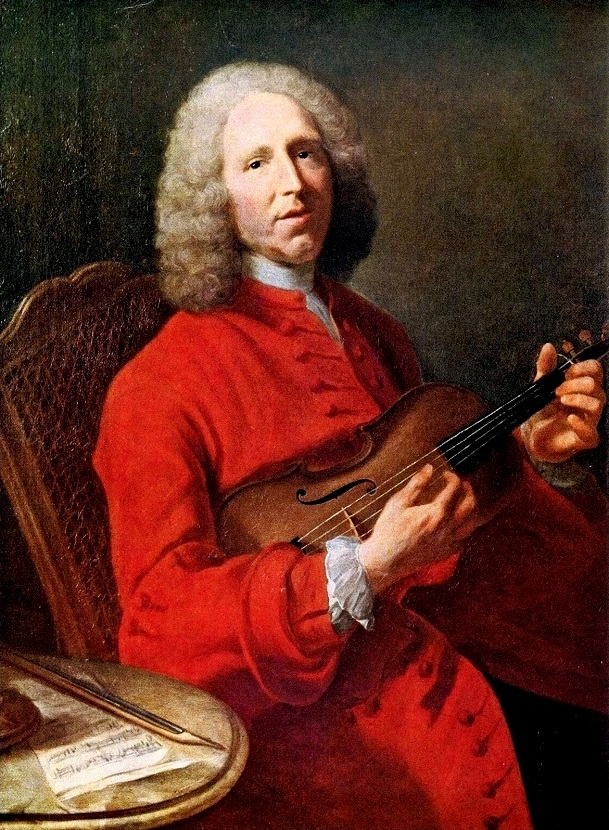
Jean-Philippe Rameau

Les Surprises de l'amour är en opéra-ballet i en prolog och två akter (entrées) med musik av Jean-Philippe Rameau och libretto av Pierre-Joseph Bernard.

## Historia
Trots att kung Ludvig XV:s mätress, Madame de Pompadour, inte var någon stor anhängare av Rameau eller hans musik beställde hon likväl detta verk för sin privata teater och spelade själv två av rollerna (Urania och Venus). Verket annonserades ursprungligen som en ballet och det var först senare som den klassificerades som en opéra-ballet. I sin ursprungsform bestod verket av två entrées, La lyre enchantée och Adonis. Dessa föregicks av en prolog (Le retour d'Astrée), vilken liksom operan Naïs firade fredsfördraget i Aix-la-Chapelle. I denna form hade verket premiär den 27 november 1748 på slottet i Versailles.
När operan skulle ha sin premiär på Parisoperan den 31 maj 1757 strök Rameau prologen och reviderade om de två akterna, samt lade till en tredje entrée: Anacréon. Rameau hade komponerat en annan opera med samma titel 1754, Anacréon, med libretto av Louis de Cahusac, men med en helt annan handling. Den gemensamma beröringspunkten är att de båda handlar om den antike grekiske poeten Anakreon. Några veckor senare ersatte Rameau akten La lyre enchantée med sin enaktare Les Sybarites från 1753. I senare versioner kastades akternas ordning om ytterligare
- 1748 års version
  - Prolog : Le retour d'Astrée
  - Första entrée : La lyre enchantée
  - Andra entrée : Adonis

- 1757 års version (1) och 1758 (1)
  - Första entrée : L'enlèvement d'Adonis
  - Andra entrée : La lyre enchantée
  - Tredje entrée : Anacréon

- 1757 års version (2)
  - Första entrée : L'enlèvement d'Adonis
  - Andra entrée : Les Sybarites
  - Tredje entrée : Anacréon

- 1758 års version (2)
  - Första entrée : L'enlèvement d'Adonis
  - Andra entrée : La lyre enchantée
  - Tredje entrée : Les Sybarites